# Ирански езици
Иранските езици са индоевропейски езици и принадлежат към индо-иранската езикова група. В нея влизат някои от най-старите писмено засвидетелствани езици от индоевропейски произход. Индоиранските езици са се обособили на територията на днешен Афганистан, а по-късно са се разделили на няколко подгрупи: ирански, индоарийски, дардски и нуристански. Това станало в резултат от разселенията на древното индо-ираноезично население.

## Название
Терминът ирански (на перс. ايراني /iråni/, относително прилагателно към إيران /irån/ „Иран“) произлиза от думата arya – самоназвание на древни племена, заселили се през периода 2 – 1 хилядолетие преди Христа в равнините на Северна Индия и Иранското плато. В това значение терминът е засвидетелстван в най-стария паметник на индийската литература – сборникът от химни „Ригведа“. В същото значение arya е засвидетелстван в староперсийските клинописни надписи, в сборника от химни „Авеста“, в бактрийските надписи с гръцка азбука и в състава на староирански лични имена и племенни названия. С името arya се самоназовават персийските владетели от ахеменидската династия (6 – 4 век пр. Хр.): adam dārayavauš xšāyaθiya vazrka xšāyaθiya xšāyaθiyānām … vištāspahyā puça haxāmaniš pārsa pārsahyā puça ariya ariyačiça „аз, Дарий, велик цар, цар на царете, … син на Вищасп, Ахеменид, персиец, син на персиец, ариец, от арийски род“ (DNa, 8 – 15). От формата на родителен падеж в множествено число āryānām в староперсийски (дало *ayrānām > *ērān, Ἀριάνη у Ератостен (около 276 – 194 г. пр. Хр.)) в словосъчетанието āryānām xšaθram „страна на арийците“ произлизат средноперсийската ērānšahr и новоперсийската форма إيران /irån/.

## Писмени паметници
Най-старите ираноезични писмени паметници са староперсийските клинописни надписи от ахеменидската епоха, както и многобройни староперсийски имена, запазени в деловодните документи на дворцовата канцелария на Ахеменидите, съставени на еламски език.

## Деление и класификация
Източноирански езици
- Североизточни
  - авестийски език, езикът на сборника от свещени зороастрийски текстове „Авеста“ (срперс. Apastag). В граматическо и фонетично отношение текстът на някои дялове от Авестата (Гата или Песнопение) представлява най-архаичната форма на иранска реч от гледна точка на индоевропейското сравнително-историческо езикознание.
  - бактрийски език
  - хорезмийски език
  - согдийски език, разпространен на територията на историческата област Согдиана (долината на река Зеравшан в съвременен Узбекистан и Таджикистан). Поради стратегическото местоположение на Пътя на коприната согдийският език се употребява като lingua franca далеч извън пределите на Согдиана още в началото на нашата ера. Запазени са административни и богослужебни (будистки и християнски) текстове на согдийски език. През Средновековието согдийският език е изместен от персийски говори. Наследник на согдийски диалект е съвременният ягнобски език в Таджикистан.
  - Скитски, Сарматски, Алански езици
    - осетински език (далекти – иронски, дигорски)
- Югоизточни
  - сакски език (източноскитски)
  - пущунски език
  - памирски езици – мунджански, ишкашимски, саръколски, шугнано-рушански, язгулемски, вахански и йъдгайски език

Западноирански езици
- Северозападни
  - мидийски език, разпространен в античността в северозападната част на Иранското плато (област с център град Ектабана, днес Хамадан), известен по малък брой глоси в античните съчинения и от заемки в староперсийски.
  - партски език, разпространен в античността на територията на провинция Партия на югоизток от Каспийско море. По времето на управлението на Аршакидската династия (3 век пр. Хр.) партският език се използва като официален в Персийската империя. Паметници на партски език (манихейски текстове) са открити в съвременен Туркменистан.
  - кюрдски език
  - зазагорански език
  - белуджки език
  - талишки език, харзански език
- Югозападни (персийски езици)
  - староперсийски език, познат от монументалните клинописни надписи (6 – 4 век пр. Хр.) в областта Парс в югозападен Иран. Тези надписи са изсечени по поръчка на ахеменидските владетели и прославят тяхното управление. Езикът на клинописните надписи се характеризира с повтарящи се стандартни формули по вавилонски образец и не е особено богат. В клинописни текстове от Елам и Вавилон, както и в деловоството на ахеменидската канцелария, водено на еламски език, са запазени голям брой староперсийски лични имена и военно-административни понятия.
  - средноперсийски език (пахлави), известен от многобройни документи от саманидската и сасанидската епоха. Официален език на зороастрийската общност, разпространението му в северна и северозападна посока (Хорасан, Мавераннахр, Бухара, Самарканд, Бактрия) е тясно свързано с разпространението на зороастризма.
  - персийски езици (фарси, дари, таджикски, хазараги, джиди)
  - юдео-персийски език, наричан също татски език (джухури), разпространен в Дагестан, наследник остатък от средноперсийски говор, разпространен по бреговете на Каспийско море.
  - ларестански (лари), башкардски език
  - лурийски, бактиарски, фейли, кумзарски език